# ثيوسيانوجين
ثيوسيانوجين هو مركب كيميائي صيغته SCN)2)، وهو هالوجين زائف مشتق من الثيوسيانات.

## التحضير
حضر هذا المركب لأول مرة من تفاعل اليود مع معلق من ثيوسيانات الفضة في وسط من ثنائي إيثيل الإيثر. إلا أن هذه الطريقة ليست ذات كفاءة ومردود مرتفع. يمكن أن تتم عملية التحضير بشكل أفضل من أكسدة ثيوسيانات الرصاص الثنائي، والمحضر في المحلول من تفاعل ثيوسيانات الصوديوم مع نترات الرصاص الثنائي؛ ثم بمفاعلة الناتج مع البروم في وسط من حمض الأسيتيك الثلجي.
{\displaystyle {\ce {Pb(SCN)2 + Br2 -> (SCN)2 + PbBr2}}}

## الخواص
يتيمز المركب ببنية تتألف من ست ذرات متناظرة وفق زمرة التناظر النقطية C2، ويكون ترتيب الذرات على الشكل NCS-SCN.
يتحلل الثيوسيانوجين عند التماس مع الماء بتفاعل حلمهة:

## الاستخدامات
للمركب استخدامات مخبرية في مجال الاصطناع العضوي.